# Danh sách kiểu bơi
Các kiểu bơi rất đa dạng. Các kiểu bơi thể thao hiện tại gồm 4 kiểu: Bơi trườn sấp (còn gọi là bơi sải), Bơi bướm, Bơi ngửa, Bơi ếch. 
Bốn kiểu bơi trên được áp dụng trong thi đấu thể thao hiện nay, và phần chủ yếu trong hoạt động bơi lội tập luyện, thư giãn tại các bể bơi... Song đó là những kiểu bơi cần ít hoặc nhiều sự học hỏi, luyện tập về kỹ thuật. Ngoài ra cần kể đến một số kiểu bơi hay gặp ở những người bơi tự phát như: Bơi chó, Bơi lặn...

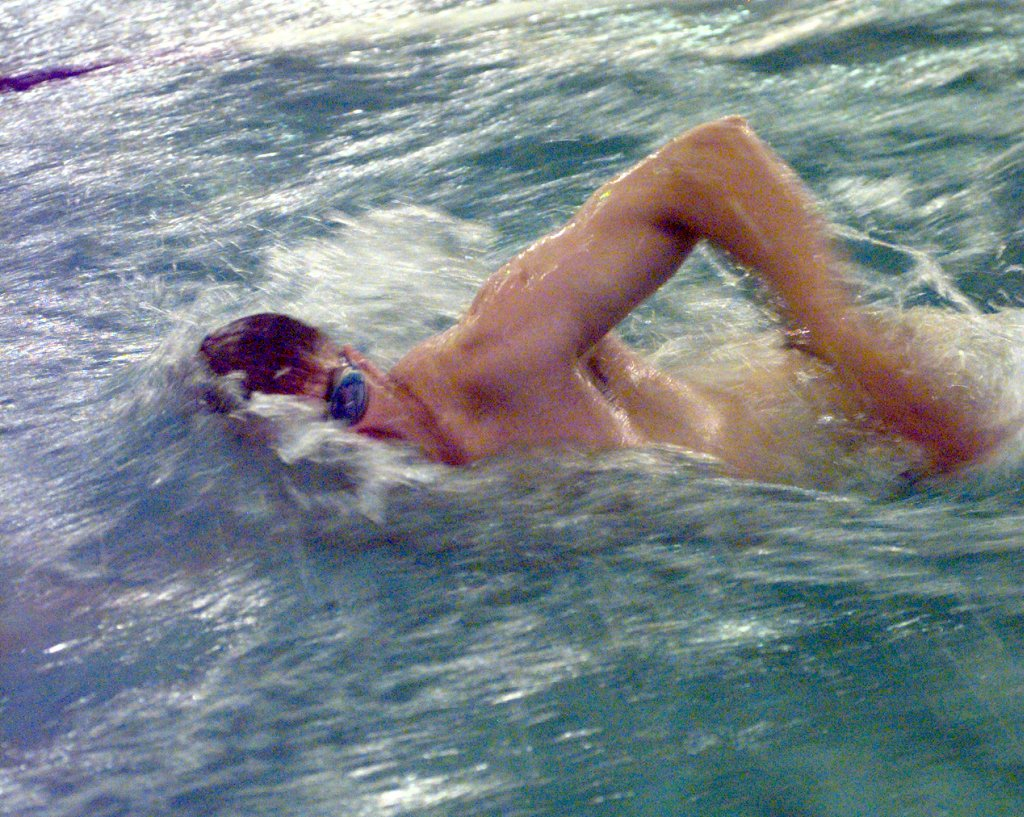
Thở trong lúc bơi sấp

- Bơi trườn sấp  (tiếng Anh: Front crawl, là kiểu bơi tự do - Freestyle stroke - phổ biến nhất tiếng Việt còn gọi là bơi sải): là kiểu bơi dùng chuyển động của hai tay làm lực đẩy chính, trong kiểu bơi này chuyển động của tay có hai giai đoạn: đoạn đi trong nước từ phía trước đến phía sau để quạt nước và đoạn đi trong không khí từ phía sau lên phía trước. Hai tay có thể chuyển động so le đồng thời hoặc chuyển động lần lượt. Thân hình trong bơi trườn sấp được giữ thẳng nổi trên mặt nước không lên xuống như bơi ếch, bơi bướm. Đôi chân vẫy so le, với hình thức gần như giữ thẳng gối, duỗi thẳng 2 bàn chân, biên độ góc gấp thay đổi ít. Khi bơi trườn sấp nhẹ nhàng, tác dụng của nhịp đập chân thường nhỏ, phần lớn để giữ cho phần thân sau được nổi, giữ toàn bộ thân thể thẳng hàng, gần như ngang với mặt nước.

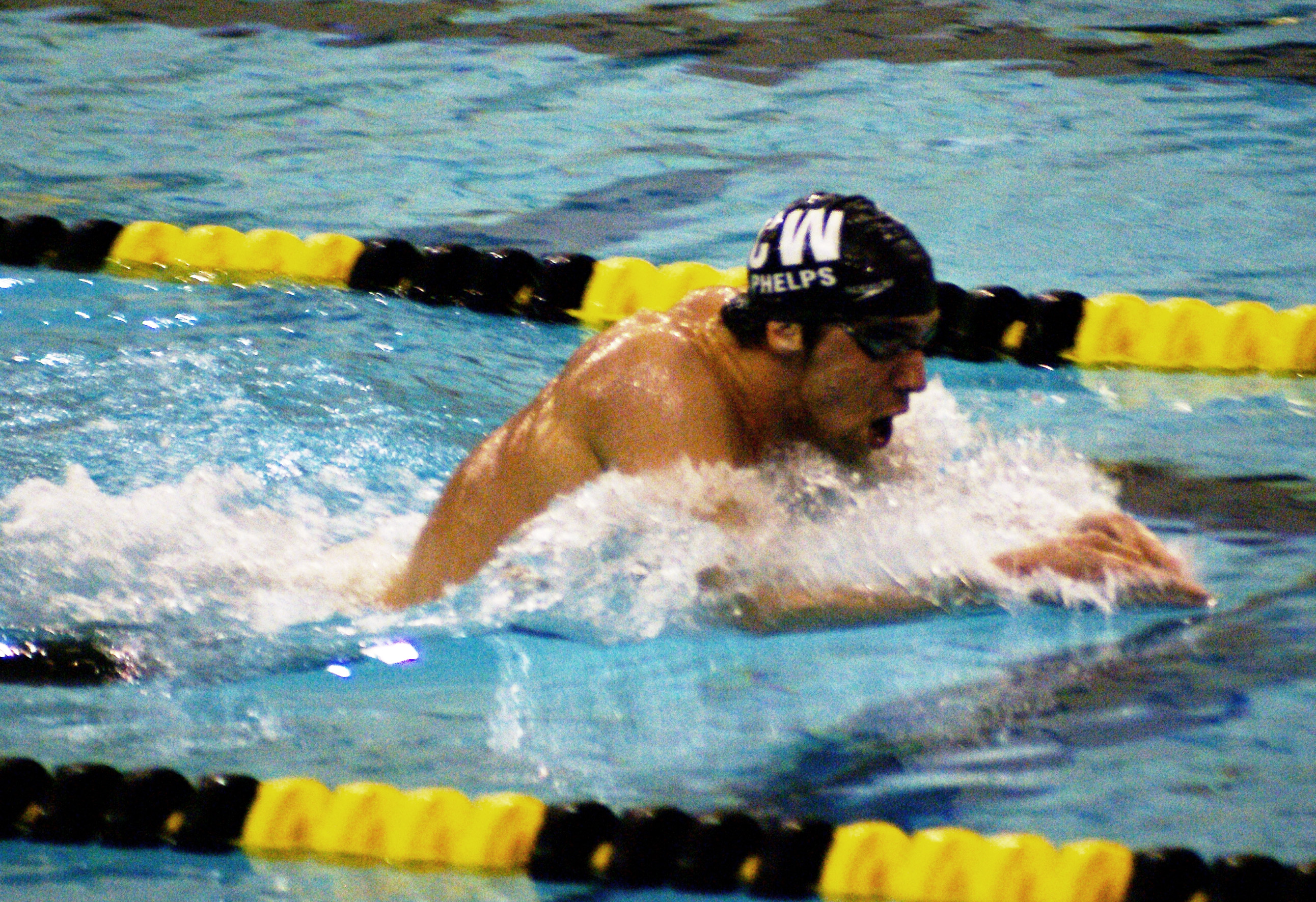
Michael Phelps bơi ếch trong giải 2008 Missouri Grand Prix.

- Bơi bướm: (tiếng Anh: Butterfly stroke, hoặc đôi khi là Fly stroke, Dolphin stroke): là kiểu bơi nhanh, đòi hỏi kỹ thuật và thể lực cao nhất vì phải kết hợp nhịp nhàng của toàn thân. Trong bơi bướm, động tác của đôi tay đối xứng nhau, hai chân khép sát, đạp nước tựa như đuôi cá heo, toàn thân kết hợp trồi lên và ngụp xuống tạo ra sự uốn nhịp nhàng theo hình sóng.
- Bơi ngửa (tiếng Anh: Backstroke): là kiểu bơi có kỹ thuật khá tương tự với bơi trườn sấp nhưng tư thế cơ thể ngược lại, ngửa mặt lên trên.
- Bơi ếch (tiếng Anh: Breaststroke): kiểu bơi chậm nhất trong 4 kiểu bơi thể thao, là kiểu bơi có hình thức giống loài ếch bơi dưới nước.
- Bơi chó: là kiểu bơi úp người, chân đạp giống như bơi sải, còn đôi tay thì để dưới ngực, 5 ngón tay có thể khép hoặc mở, đưa đôi tay về phía trước song song với ngực, rồi đẩy nước về phía sau song song với bụng, động tác lặp đi lặp lại nhiều lần, giống như hoạt động đôi chân trước của một chú chó đang bơi vậy.
- Bơi lượn sóng: là kiểu bơi khép đôi chân lại bằng nhau. dùng lực của lưng nảy người sao cho phần ngực. mông, đôi chân diễn theo hình lượn sóng. kiểu bơi giống như một con sâu đang bò
  - Bơi chiến đấu: bắt nguồn từ lực lượng đặc công Mỹ, tuy không được phổ biến nhưng đây là kiểu bơi xa nhất và bền nhất. Nó kết hợp những động tác của bơi sải, bơi ếch, bơi cá heo, giữ cho cơ thể di chuyển mượt mà dưới nước và ít tốn sức nhất. Đây là kiểu bơi úp người, tay sau quạt giống bơi sải, tay trước quạt kiểu bơi ếch. Chân đạp cắt kéo một trước một sau tạo lực đẩy mạnh hơn bơi ếch. Kỹ thuật nâng cao có thể kết hợp quạt tay sau đồng thời với búng chân kiểu đuôi cá heo, sau đó quạt tay trước ngước mặt lên thở rồi thu chân về, cắt kéo và trở lại động tác quạt tay sau.